# 普里盧基 (波洛希區)
普里盧基（羅馬化：Pryluky）是位於烏克蘭東南部的村莊，由扎波羅熱州波洛希區的沃茲德維日夫卡市鎮負責管轄。該村距離奧萊諾康斯坦丁尼夫卡2公里，始建於1913年，面積0.5平方公里，海拔高度101米，2001年人口為58。